# 1 Juan 4

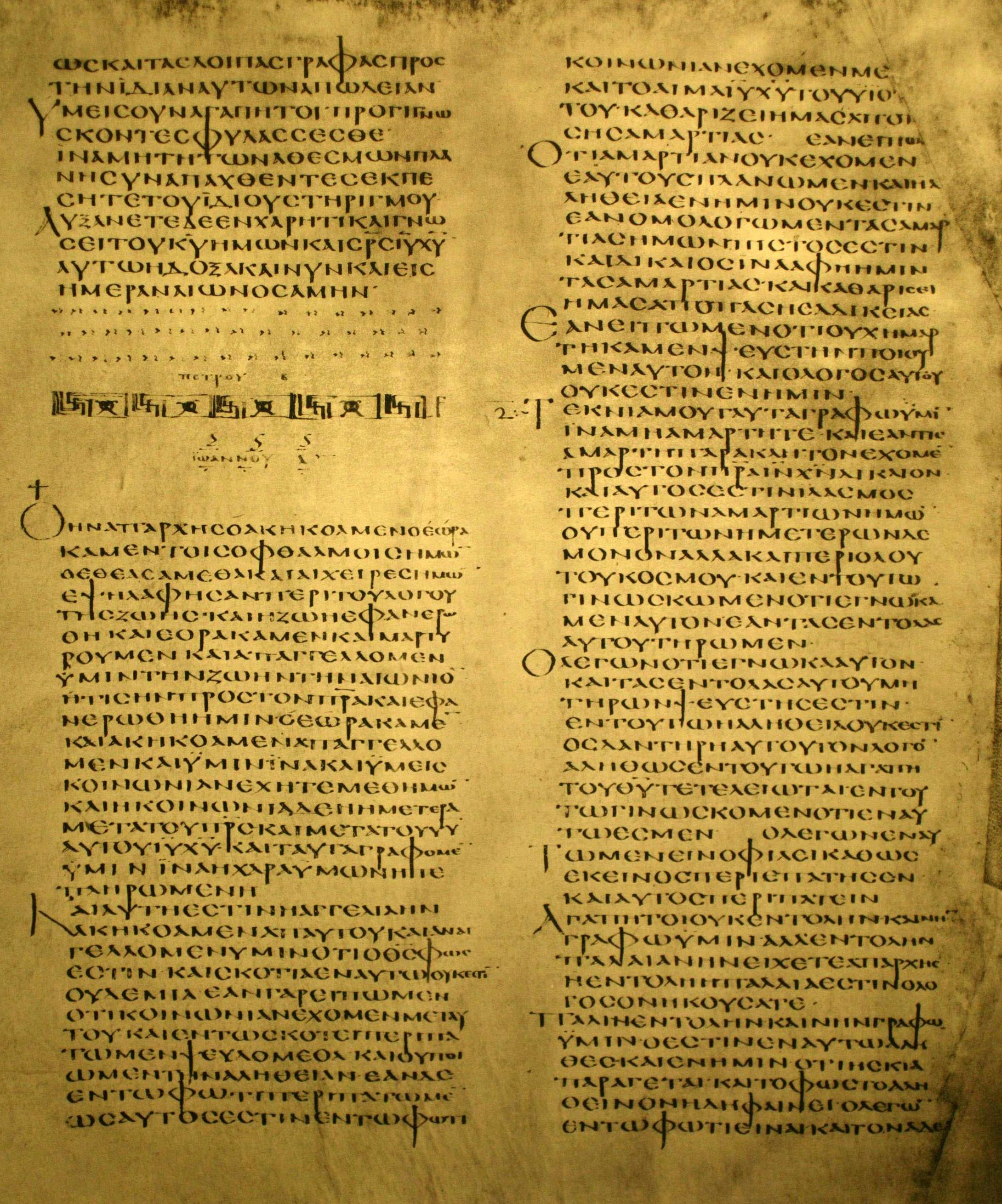
El final de la Segunda epístola de Pedro (capítulo 3:16-18) y el comienzo de la Primera epístola de Juan (capítulo 1:1-2:9) en la misma columna, en el Codex Alexandrinus que se cree fue realizado entre 400-440 CE.

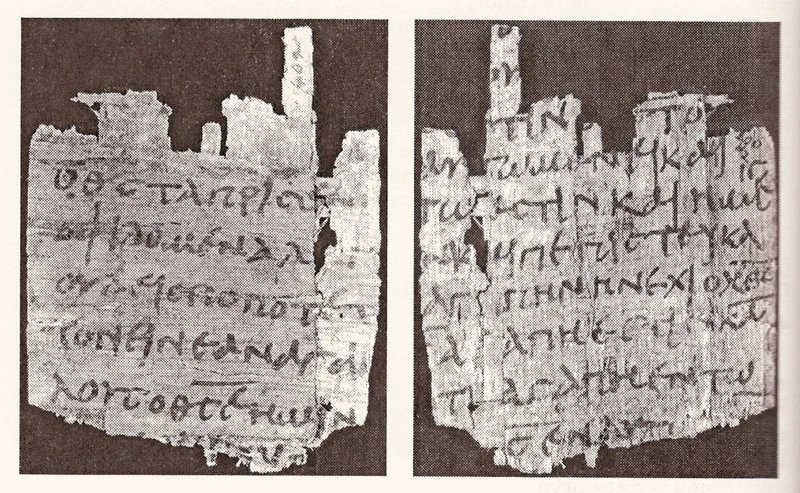
Extracto de la Primera Epístola de Juan en el Papiro 9.

1 Juan 4 es el cuarto capítulo de la Primera epístola de Juan del Nuevo Testamento de la Biblia Cristiana compuesta por Juan, uno de los primeros Doce Apóstoles de Jesús.

## Texto
- La carta original fue escrita en griego koiné.
- Algunos de los manuscritos griegos más antiguos que contienen copias de este capítulo incluyen
  - Papiro 9 (siglo III d. C.; conserva: versículos 11-12, 14-17).
  - Códice Vaticano (~325-350 M)
  - Códice Sinaítico (~330-360 M)
  - Codex Alexandrinus (~400-440 M)
  - Codex Ephraemi Rescriptus (~450 d. C.; se conservan: versículos 1-2)
  - Papiro 74 (siglo VII; conservado: versículos 1,6-7,12,18-19)
- Este capítulo está dividido en 21 versículos.

## Estructura
La Nueva Traducción Viviente (TB) divide este capítulo:
- 1 Juan 4:1-6 = Espíritu de Dios y el espíritu del anticristo
- 1 Juan 4:7-21 = Dios es amor

## Contenido
- Fe en Jesucristo, frente a los falsos doctores. Versículos 1-6
- Dios es amor. La caridad fraterna, señal de los cristianos. Versículos 7-21

### Fe en Jesucristo, frente a los falsos doctores. Versículos 1-6
1-Queridísimos: no creáis a cualquier espíritu, sino averiguad si los espíritus son de Dios, porque han aparecido muchos falsos profetas en el mundo. 
2-En esto conocéis el espíritu de Dios: todo espíritu que confiesa a Jesucristo venido en carne, es de Dios; 
3-y todo espíritu que no confiesa a Jesús, no es de Dios. Ése es el espíritu del Anticristo, de quien habéis oído que va a venir, y ya está en el mundo. 
4-Vosotros, hijos, sois de Dios y los habéis vencido, porque el que está en vosotros es más poderoso que el que está en el mundo.
5-Ellos son del mundo; por eso hablan según el mundo, y el mundo los escucha. :
6-Nosotros somos de Dios. El que conoce a Dios nos escucha; el que no es de Dios no nos escucha. En esto conocemos el espíritu de la verdad y el espíritu del error.

#### Comentarios a los versículos 1-6
Creer en la verdadera encarnación del Hijo de Dios es el signo distintivo de la fe cristiana. 

Las primeras herejías negaron menos la divinidad de Jesucristo que su humanidad verdadera (docetismo gnóstico). Desde la época apostólica la fe cristiana insistió en la verdadera encarnación del Hijo de Dios, “venido en la carne”.

La victoria sobre el pecado lleva a la humildad: 

No te ensoberbezcas, mira quién ha vencido en ti. ¿Por qué venciste? Porque más poderoso es el que está en vosotros que el que está en el mundo. Sé humilde; lleva a tu Señor; sé un borriquillo de tu jinete. Te conviene que Él te guíe, que Él te conduzca; porque si no lo tienes a Él por jinete, te dará por alzar la cabeza, por lanzar coces: ¡pero ay de ti sin guía! Esa libertad te llevaría a ser pasto de las fieras.

### Dios es amor. La caridad fraterna, señal de los cristianos. Versículos 7-21
Esta segunda parte del capítulo tiene el contenido fundamental de las enseñanzas de Juan el Evangelista y por esta razón se ha transcrito completo:
7-Queridísimos: amémonos unos a otros, porque el amor procede de Dios, y todo el que ama ha nacido de Dios, y conoce a Dios. 
8-El que no ama no ha llegado a conocer a Dios, porque Dios es amor. 
9-En esto se manifestó entre nosotros el amor de Dios: en que Dios envió a su Hijo Unigénito al mundo para que recibiéramos por él la vida. 
10-En esto consiste el amor: no en que nosotros hayamos amado a Dios, sino en que Él nos amó y envió a su Hijo como víctima propiciatoria por nuestros pecados. 
11-Queridísimos: si Dios nos ha amado así, también nosotros debemos amarnos unos a otros. 
12-A Dios nadie le ha visto jamás. Si nos amamos unos a otros, Dios permanece en nosotros, y su amor alcanza en nosotros su perfección. 
13-En esto conocemos que permanecemos en Él, y Él en nosotros: en que nos ha hecho participar de su Espíritu. 
14-Nosotros hemos visto y damos testimonio de que el Padre envió a su Hijo como salvador del mundo. 
15-Si alguien confiesa que Jesús es el Hijo de Dios, Dios permanece en él y él en Dios. 
16-Y nosotros hemos conocido y creído en el amor que Dios nos tiene. Dios es amor, y el que permanece en el amor permanece en Dios y Dios en él. 
17-En esto alcanza el amor su perfección en nosotros: en que tengamos confianza en el día del Juicio, porque tal como es él, así somos nosotros en este mundo.
18-En el amor no hay temor, sino que el amor perfecto echa fuera el temor, porque el temor supone castigo, y el que teme no es perfecto en el amor. 
19-Nosotros amamos, porque Él nos amó primero. 
20-Si alguno dice: «Amo a Dios», y aborrece a su hermano, es un mentiroso; pues el que no ama a su hermano, a quien ve, no puede amar a Dios, a quien no ve. 
21-Y hemos recibido de él este mandamiento: quien ama a Dios, que ame también a su hermano.

#### Comentarios a los versículos 7-21
El hilo de la argumentación es el siguiente: Dios es amor y es quien nos ha amado primero (vv. 7-10); el amor fraterno es la respuesta obligada al amor de Dios (vv. 11-16); cuando hay amor perfecto no hay temor (vv. 17-18); el amor fraterno es manifestación del amor de Dios (vv. 19-21). El tema central de la carta se resume en la expresión «Dios es amor» (vv. 8.16).  

(Estas palabras)...expresan con claridad meridiana el corazón de la fe cristiana: la imagen cristiana de Dios y también la consiguiente imagen del hombre y de su camino. (…) “Hemos creído en el amor de Dios”: así puede expresar el cristiano la opción fundamental de su vida. No se comienza a ser cristiano por una decisión ética o una gran idea, sino por el encuentro con un acontecimiento, con una Persona, que da un nuevo horizonte a la vida y, con ello, una orientación decisiva.

Precisamente porque existe el pecado en el mundo, al que “tanto amó Dios (…) que le entregó a su Hijo Unigénito” (Jn 3,16), Dios que es amor no puede revelarse de otro modo si no es como misericordia. Ésta corresponde no sólo a la verdad más profunda de ese amor que es Dios, sino también a la verdad interior del hombre y del mundo que es su patria temporal.

La Encarnación y la muerte redentora de Cristo son la manifestación suprema de ese amor. Apoyado en ese amor el cristiano puede superar todo temor (v. 18). 

La solución —dice Josemaría Escrivá— es amar. San Juan Apóstol escribe unas palabras que a mí me hieren mucho: qui autem timet, non est perfectus in caritate. Yo lo traduzco así, casi al pie de la letra: el que tiene miedo, no sabe querer. —Luego tú, que tienes amor y sabes querer, ¡no puedes tener miedo a nada! —¡Adelante!.

Es imposible amar a Dios sin amar al prójimo. Clemente de Alejandría recoge de la tradición cristiana una hermosa sentencia: 
Ver a tu hermano es ver a Dios Y San Juan Clímaco escribe: «No se entiende el amor a Dios si no lleva consigo el amor al prójimo. Es como si yo soñase que estaba caminando. Sería sólo un sueño: no caminaría. Quien no ama al prójimo no ama a Dios»